# Rhacophorus rhodopus
Ếch cây bơi màng đỏ (Danh pháp khoa học: Rhacophorus rhodopus) là một loài ếch cây trong chi Rhacophorus. Màu sắc ban ngày của loài ếch này khác với màu sắc ban đêm. Ban ngày nó có màu nâu vàng hay nâu xám; ban đêm có màu đỏ thẫm, bụng màu vàng rực. Điểm đặc biệt nhất của loài này là lớp màng chân. Ở Việt Nam, chúng phân bố ở Yên Tử, Hà Tĩnh, Quảng Bình, Kontum và Lâm Đồng.